# Methanocaldococcus sp. FS406-22
Methanocaldococcus sp. FS406-22 es una cepa de arquea en el género Methanocaldococcus. Esta cepa es estrictamente anaeróbica, puede fijar nitrógeno, y vive bien en ambientes con presión alta, temperatura muy alta, y niveles bajos de oxígeno, como fuentes hidrotermales en el fondo oceánico. Este organismo puede fijar nitrógeno a la temperatura más alta que cualquier fijador de nitrógeno conocido hasta la fecha. El ARN ribosomal 16S de Methanocaldococcus sp. FS406-22, es casi 100% similar al de Methanocaldococcus jannaschii, que no fija nitrógeno.

## Descubrimiento y aislamiento
Methanocaldococcus sp. FS406-22 fue aislado del fluido de una fuente hidrotermal. Las fuentes hidrotermales se encuentran en el fondo del océano, donde las placas tectónicas se están separando, como cerca de los sitios volcánicos y dorsales oceánicas. Los organismos de estas áreas proveen una gran cantidad de alimentos para los animales acuáticos. La fuente particular de la cepa FS406-22 fue aislada en parte de la Dorsal de Juan de Fuca en el Océano Pacífico, y está cerca de la actividad volcánica. 
Mausmi P. Mehta y John A. Baross aislaron cepa FS406-22 en septiembre de 2004 durante el crucero New Millennum Observatory. 
El buque Thomas G. Thompson hecho posible este crucero y viajado fuera de la Volcán Axial. 
Un vehículo operado a distancia (ROPOS)  tomó muestras del fluido de una fuente a partir del MP 113 utilizando un herramienta de muestreo específicamente para fluido hidrotermal y partículas (HFPS). 
La fuente a marcador 113 está a una profundidad de 1525 metros en la esquina sureste de la caldera. Esta fuente estaba activa antes de la última erupción del volcán axial en enero de 1998.

## Características

### Ecología
Methanocaldococcus sp. FS406-22 es una cepa de arquea metanógena que vive en aguas profundas y fija nitrógeno. Cepa FS405-22 crece a una temperatura óptima de 92 °C, lo que le permite prosperar cerca de los volcanes. Puede fijar nitrógeno a temperaturas más altas de cualquier otro organismo conocido. FS406-22 cepa prefiere habitar en concreto fuentes hidrotermales en el fondo del mar profundo.

### Morphología
Esta cepa de Methanocaldococcus es coco en forma. FS406-22 es Gram-negativa y no patógena. FS406-22 cepa es una arquea marina y se mueve usando flagelos. Este archaea no produce esporas.

## Fisiología y metabolismo
Methanocaldococcus sp. FS406-22 es una arquea anaerobia y marina que es capaz de fijar nitrógeno a profundidades extremas. Es un extremófilo, específicamente un hipertermófilo, y vive en un ambientes extremadamente calientes, como fuentes hidrotermales, donde la temperatura puede variar desde 75 °C hasta 110 °C. FS406-22 cepa es también un barofilia y diazótrofo, y puede usar sustratos inorgánicos para producir energía. Puede fijar nitrógeno y producir metano. Los aceptores de electrones son dióxido de carbono, ácido acético, y nitrato. Los donantes de electrones son grupos de glutamina y grupos carboxílicos.

## Genoma
Su genoma es de 1.77 millones de pares de bases de longitud y contiene 1,893 regiones de codificación de proteínas. Además de estos genes de codificación de proteínas, Methanocaldococcus sp. FS406-22 tiene 36 seudogenes y un total de 23 CRISPR loci. Esta cepa tiene el mayor número de loci CRISPR de todos los aislados hasta la fecha. Además tiene contenido GC de 32.04%.

## Filogenia
El gene para el 16S RDN ribosomal de Methanocaldococcus sp. FS406-22, es casi 100% similar al de Methanocaldococcus jannaschii DSM 2661. La única diferencia era que Methanocaldococcus sp. FS406-22 es un hipertermófilo que puede que pueden fijar el nitrógeno y Methanocaldococcus jannaschii DSM 2661 no puede. Otras especies y cepas de Methanocaldococcus dentro la misma orden incluyen Methanococcus aeolicus, Methanocaldococcus fervens, Methanotorris igneus, Methanocaldococcus infernus, Methanocaldococcus jannaschii, Methanococcus maripaludis, Methanothermococcus okinawensis, Methanococcus vannielii, Methanococcus voltae, y Methanocaldococcus vulcanius.

## Significado
El significado de Methanocaldococcus sp. FS406-22 es que puede reducir N2 a NH3 a temperaturas extremadamente altas. La temperatura óptima para Methanocaldococcus sp. FS406-22 es 92 °C, un total de 28 °C más alta que la de Methanothermococcus thermolithotrophicus, que reduce nitrógeno a 65 °C. Este descubrimiento ha ampliado el concepto de las circunstancias en las que la vida puede prosperar, que ahora reconocen incluir ecosistemas que son deficientes de nitrógeno. El ARN ribosomal 16S gene de Methanocaldococcus sp. FS406-22, es 99% similar a la de Methanocaldococcus jannaschii DSM 2661. La revelación de arqueas hipertermofilas y diazotróficas (cepa FS406-22) puede ser debido a la historia evolutivo de organismos que fije nitrógeno. El análisis filogenético de las proteínas y de hierro nitrogenados clorofila sugiere que una proteína ancestral hierro duplica y se dividía en nifH y anfH genes. Esta divergencia de los genes se estima que ha sucedido antes de la separación de los dominios de bacteria y arqueas metanógenas. FS406-22 cepa contiene un gene funcional, nifH, que codifica reductasa dinitrogenasa, y M. jannaschii no posee este gene, que pudiera explicar la divergencia 1% entre las dos especies.

## Otras lecturas
- Rath, Devashish; Amlinger, Lina; Rath, Archana; Lundgren, Magnus (2015-10-01). "The CRISPR-Cas immune system: Biology, mechanisms and applications". Biochimie. Special Issue: Regulatory RNAs 117: 119–128. doi:10.1016/j.biochi.2015.03.025.
- Dos Santos, Patricia C.; Fang, Zhong; Mason, Steven W.; Setubal, João C.; Dixon, Ray (2012-01-01). "Distribution of nitrogen fixation and nitrogenase-like sequences amongst microbial genomes". BMC Genomics13: 162. doi:10.1186/1471-2164-13-162. ISSN 1471-2164. PMC 3464626. PMID 22554235.
- Anderson, Rika E.; Brazelton, William J.; Baross, John A. (2011-07-01). "Using CRISPRs as a metagenomic tool to identify microbial hosts of a diffuse flow hydrothermal vent viral assemblage". FEMS Microbiology Ecology 77 (1): 120–133. doi:10.1111/j.1574-6941.2011.01090.x. ISSN 1574-6941. PMID 21410492